# شربات لوز (مسلسل)
شربات لوز، مسلسل تلفزيوني مصري. انتج وعرض في عام 2012، كتبه تامر حبيب وأخرجه خالد مرعي.

## قصة المسلسل
تدور أحداث المسلسل في شكل كوميدى من خلال شخصية «شربات لوز» والتي تقوم بدورها الفنانة يسرا التي تقطن بمنطقة شعبية، وتعمل خياطة ومطلقة، ولديها شقيقان يمثلان نقطة الضعف في حياتها، وتحاول التغلب على المشاكل الاجتماعية التي تواجهها.

## الفنانون المشاركون بالعمل
- يسرا
- سمير غانم
- صبا مبارك
- محمد سلام
- أحمد داود
- رجاء الجداوي
- تامر هجرس
- محمد شاهين
- إنجي المقدم
- محمد فراج
- أمينة خليل
- ريهام حجاج
- نسرين أمين
- سامي مغاوري
- عايدة رياض
- شعبان حسين
- حنان يوسف
- ياسمين كساب
- يارا جبران